# Bremanger
Bremanger és un municipi situat al comtat de Vestland, Noruega. Té 3.846 habitants (2016) i la seva superfície és de 832,28 km². El centre administratiu del municipi és la població de Svelgen.
Bremanger té moltes destinacions turístiques com ara Kalvåg, un poble pescador situat en un entorn costaner molt ben conservat. Altres destinacions populars són la platja de Grotlesanden; la muntanya Hornelen, que és el penya-segat més alt de l'Europa del Nord; les formacions rocoses de Vingen, i el antigues estacions comercials de Rugsund i Smørhavn.
El nou túnel de Vinge es va completar el 2013 per connectar més fàcilment les illes exteriors de Bremanger al centre municipal del municipi, Svelgen. El túnel Skatestraum i el pont Rugsund connecten les illes amb el continent.

## Informació general

### Nom
El nom de Bremanger (en nòrdic antic: Brimangr) pertanyia originalment al fiord de Bremangerpollen. El primer element és brim que significa "gran onada". L'últim element del nom és angr que significa "fiord".

### Escut d'armes

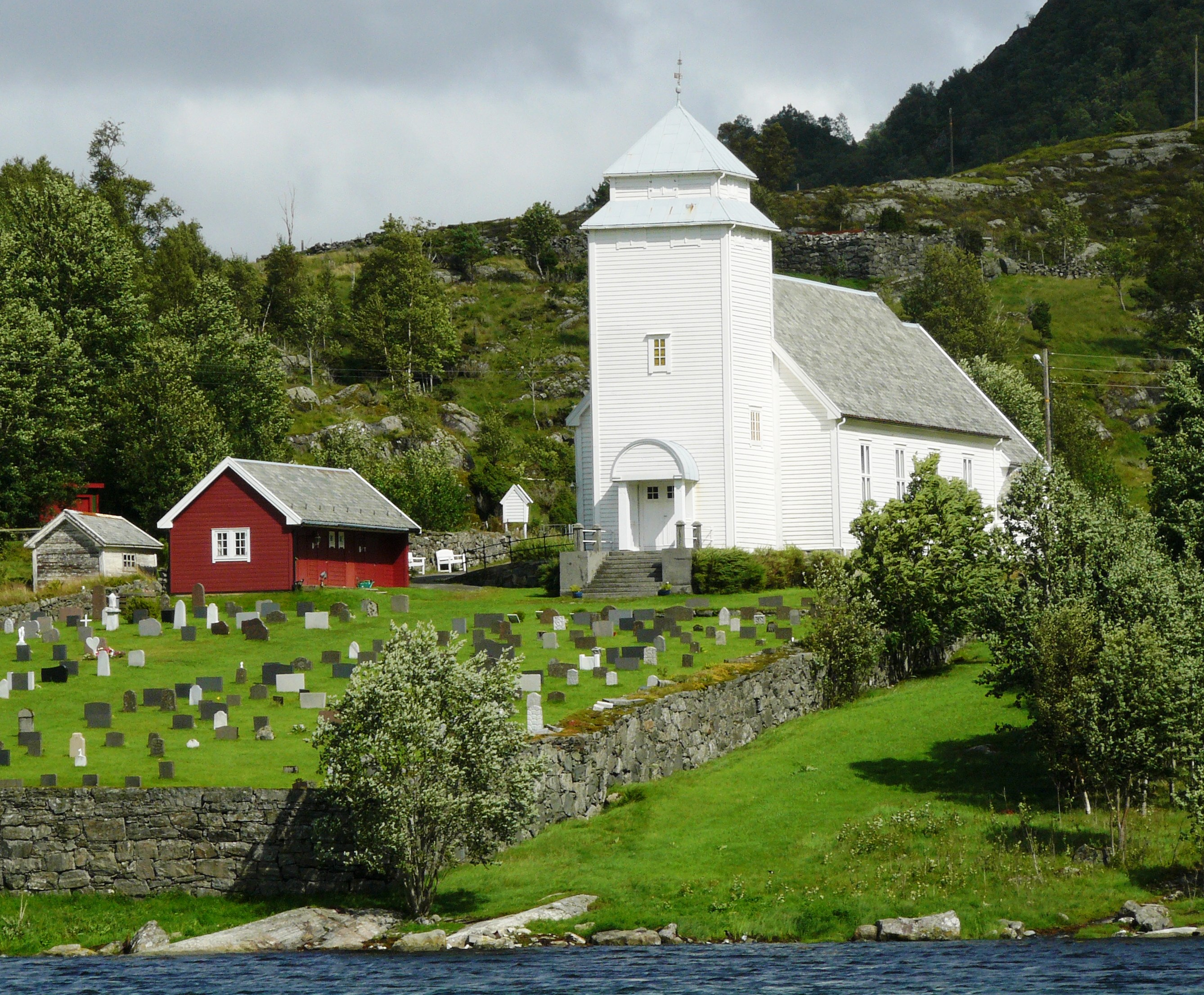
Església de Rugsund.

L'escut d'armes és modern, concedit el 24 d'octubre de 1986. L'escut mostra dues onades blanques en un fons blanc, que simbolitzen el poder del mar i la hidroelèctrica, els quals són de gran importància econòmica per al municipi.

## Geografia

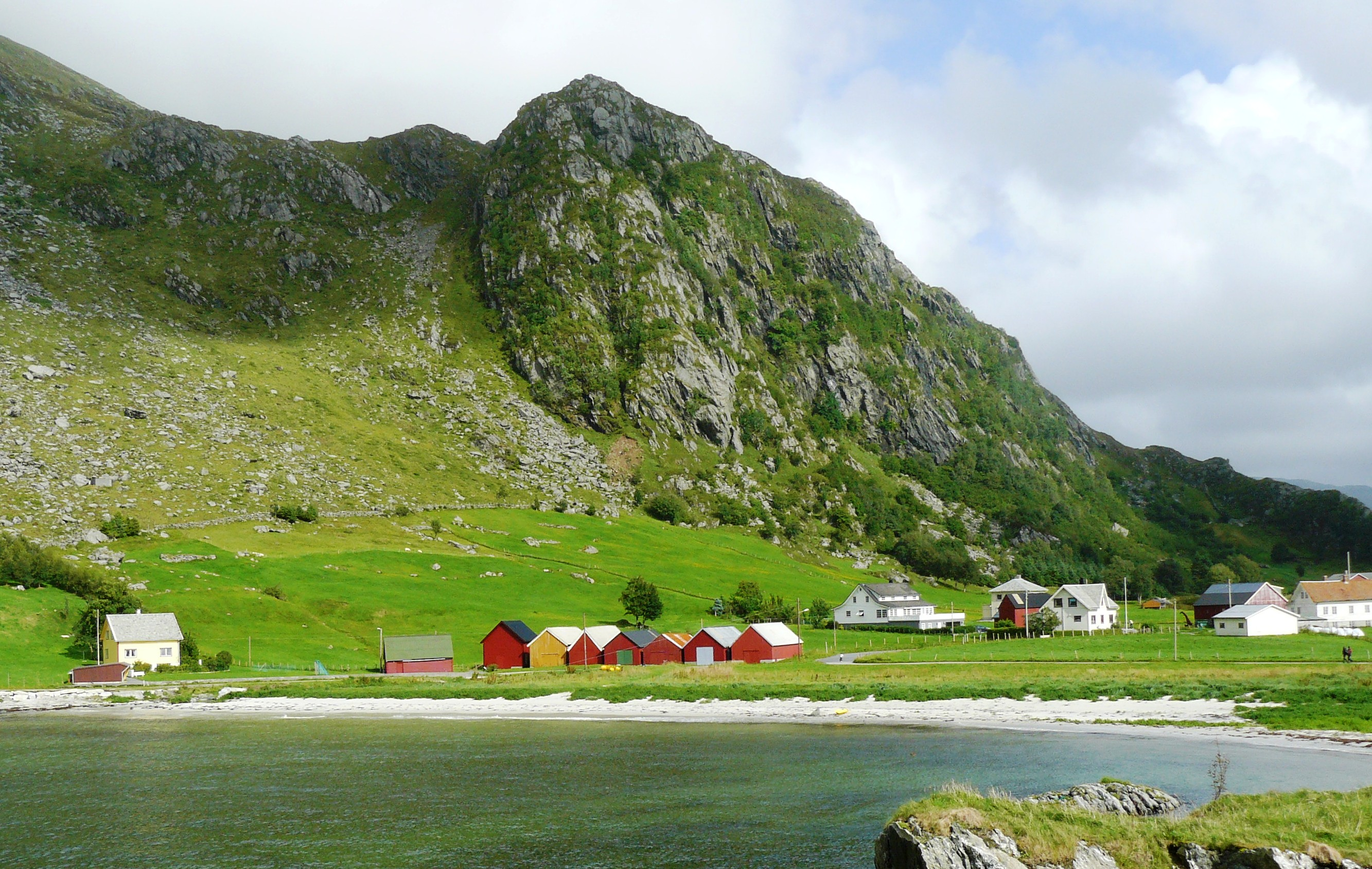
Grotlesanden.

Bremanger es troba al llarg de la costa sud del Nordfjord. La major part del municipi es troba al continent, però hi ha moltes illes que també formen part del municipi incloent Bremangerlandet, Rugsundøya, i Frøya, les tres més grans. Aquestes illes estan separades del continent per l'estret de Frøysjøen.
Bremanger limita al nord amb els municipis de Vågsøy i Eid (a través del fiord), a l'est amb Gloppen, al sud amb Flora, i a l'oest amb el mar del Nord. L'estret de Frøysjøen és el tros de mar entre el continent i les illes principals de Bremangerlandet i Frøya. A l'extrem est del municipi hi ha els fiord d'Isefjord i Ålfotfjorden.

## Indústria

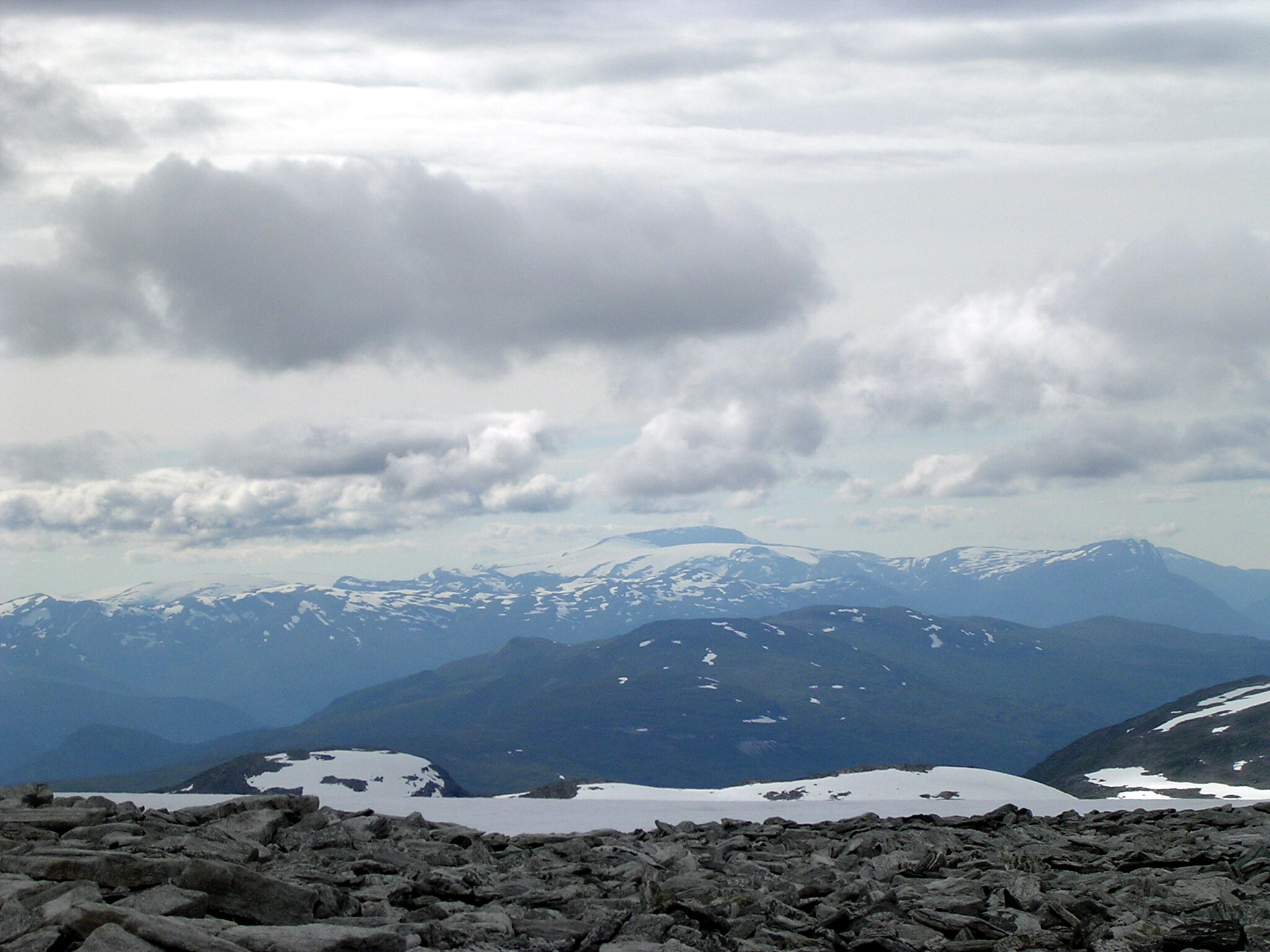
La muntanya Blånibba vista des de la glacera de Myklebustbreen.

Elkem Bremanger és l'empresa més gran de Bremanger. Es tracta d'una instal·lació portuària que ofereix connexions bones i regulars amb els principals ports de Noruega i de la resta d'Europa. Elkem Bremanger s'ha especialitzat en la fabricació de metall de silici, ferrosilici, i inoculants especialitats. Els metalls de silici s'utilitzen principalment en l'electrònica, l'energia solar, i les indústries d'alumini.
La varietat de les operacions d'Elkem Bremanger mostra la importància de la tradició mirant cap al futur. L'expansió dels recursos d'energia hidroelèctrica va començar el 1917, mentre que la primera producció de ferro colat va començar el 1928. Llavors, l'empresa va desenvolupar i patentar diversos dels seus processos de producció, i actualment fabrica productes metal·lúrgics i químics per al mercat mundial. Molt ha succeït des del 1917, però la companyia encara és coneguda pel seu desenvolupament i per la seva tecnologia d'última generació.

## Atraccions

### Fortalesa costanera de Tongane
La fortalesa costanera de Tongane es troba a l'extrem occidental de l'illa de Rugsundøya, prop de la desembocadura del Nordfjord. Aquesta és una de les fortificacions alemanyes més grans construïdes a Noruega durant la Segona Guerra Mundial. El fort costaner va ser atacat sota la coneguda incursió de Måløy, durant l'Operació Archery al Nadal del 1941. La major part de la fortificació continua intacta, i es poden veure els principals canons i les casernes dels soldats. El fort de Rugsundøy es troba ben situat a prop de la ciutat de Måløy i a l'entrada del Nordfjord.

### Glacera d'Ålfotbreen

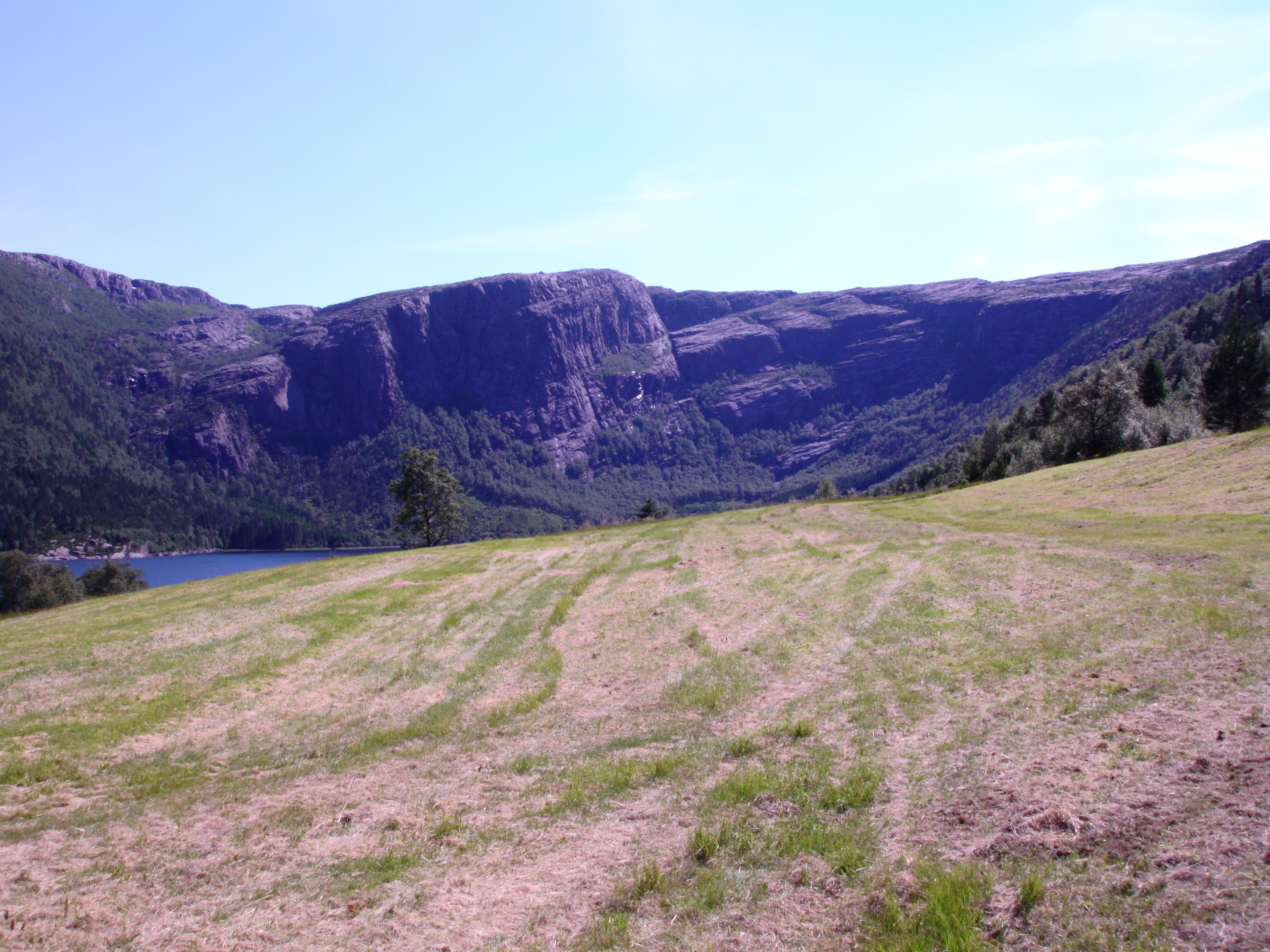
Vindspollen.

La glacera d'Ålfotbreen, la glacera més occidental de la Noruega continental, es troba a una altura de 1.682 metres sobre el nivell del mar. A la glacera d'Ålfotbreen s'hi pot arribar a peu seguint els senders marcats o caminant amb un guia. Aquesta glacera es pot veure des de la carretera que duu al poble d'Ålfoten. La glacera de Gjegnalundsbreen es troba al nord-est.

### Hornelen
El llegendari penya-segat de la muntanya d'Hornelen està situat directament a través del fiord de Vingen. Moltes llegendes estan vinculafrd a aquesta muntanya, ja que es tracta del més elevat penya-segat de la costa nord d'Europa. S'eleva a 860 metres sobre el mar i és un bon punt de referència per als vaixells. A través dels segles, ha estat una marca de vela coneguda. La ruta al cim de l'Hornelen és aproximadament de 4 hores des de Berleneset.

### Kalvåg

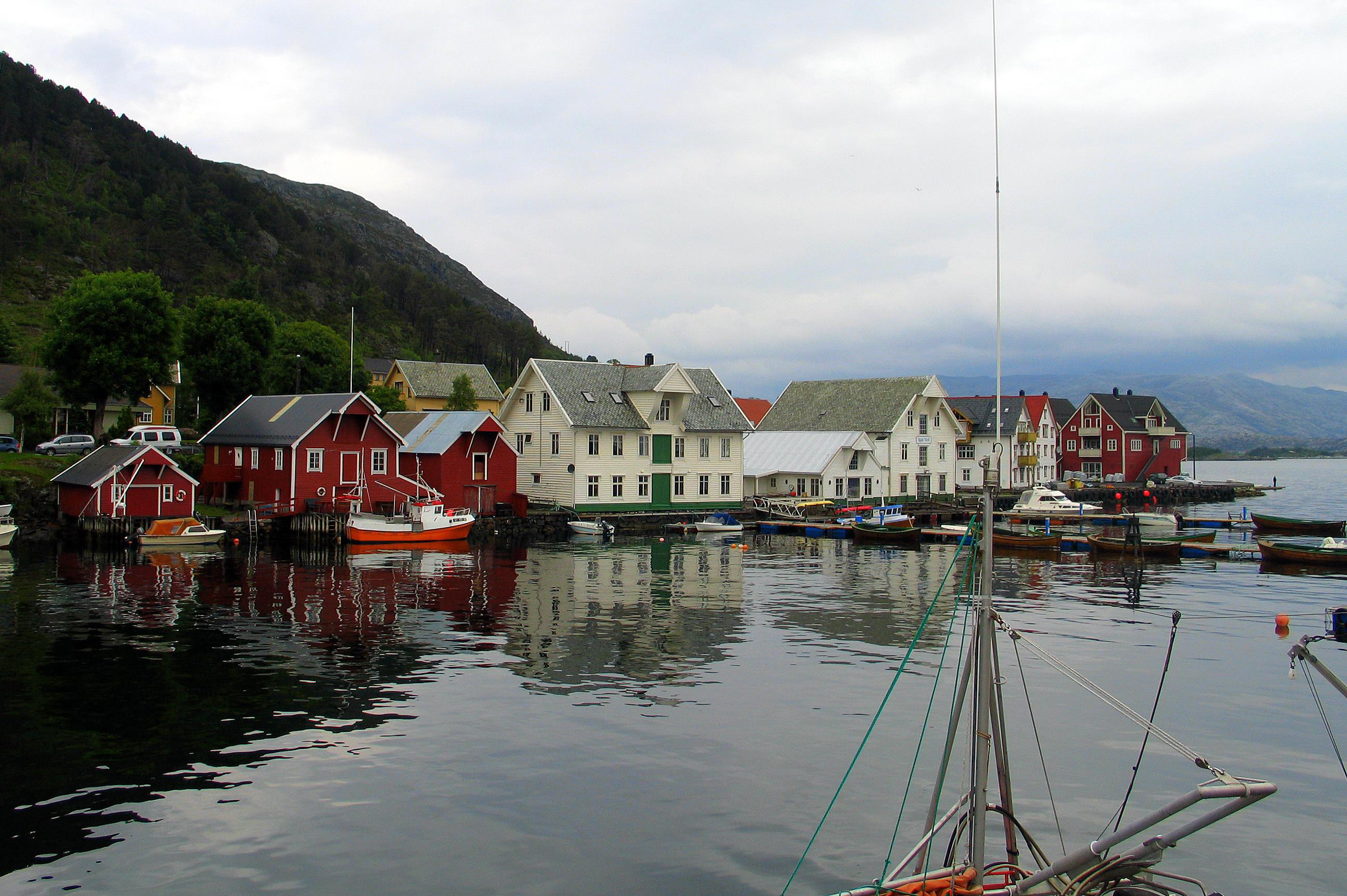
Vista del port de Kalvåg.

El poble pesquer de Kalvåg és el més gran i més ben conservat de l'oest de Noruega. El 1860, hi havia milers de persones que treballaven a les grans pesqueries d'arengada. Avui en dia hi viuen unes 500 persones.
Vamråkbuene està situat a Kalvåg. Durant les grans pesqueries d'arengada a mitjan segle xviii, milers de pescadors van visitar Kalvåg. Vamråkbuene representa una part de la vida comercial que van crear les pesqueries d'arengada, i avui és part del museu costaner de Sogn og Fjordane.

### Granja de Myklebust
A la granja del turó de Myklebust, encara hi ha una granja de muntanya original. Aquesta granja és autèntica i única en aquesta part de Noruega. Moltes de les granges locals han deixat de funcionar i han seguit la tradició de traslladar el bestiar de les granges al turó a l'estiu.

### Esglésies històriques

#### Església d'Ålfoten
L'església d'Ålfoten és l'església de fusta més antiga de Nordfjord. Va ser construïda el 1610 al mateix lloc d'una antiga església de fusta anterior.

#### Església de Rugsund

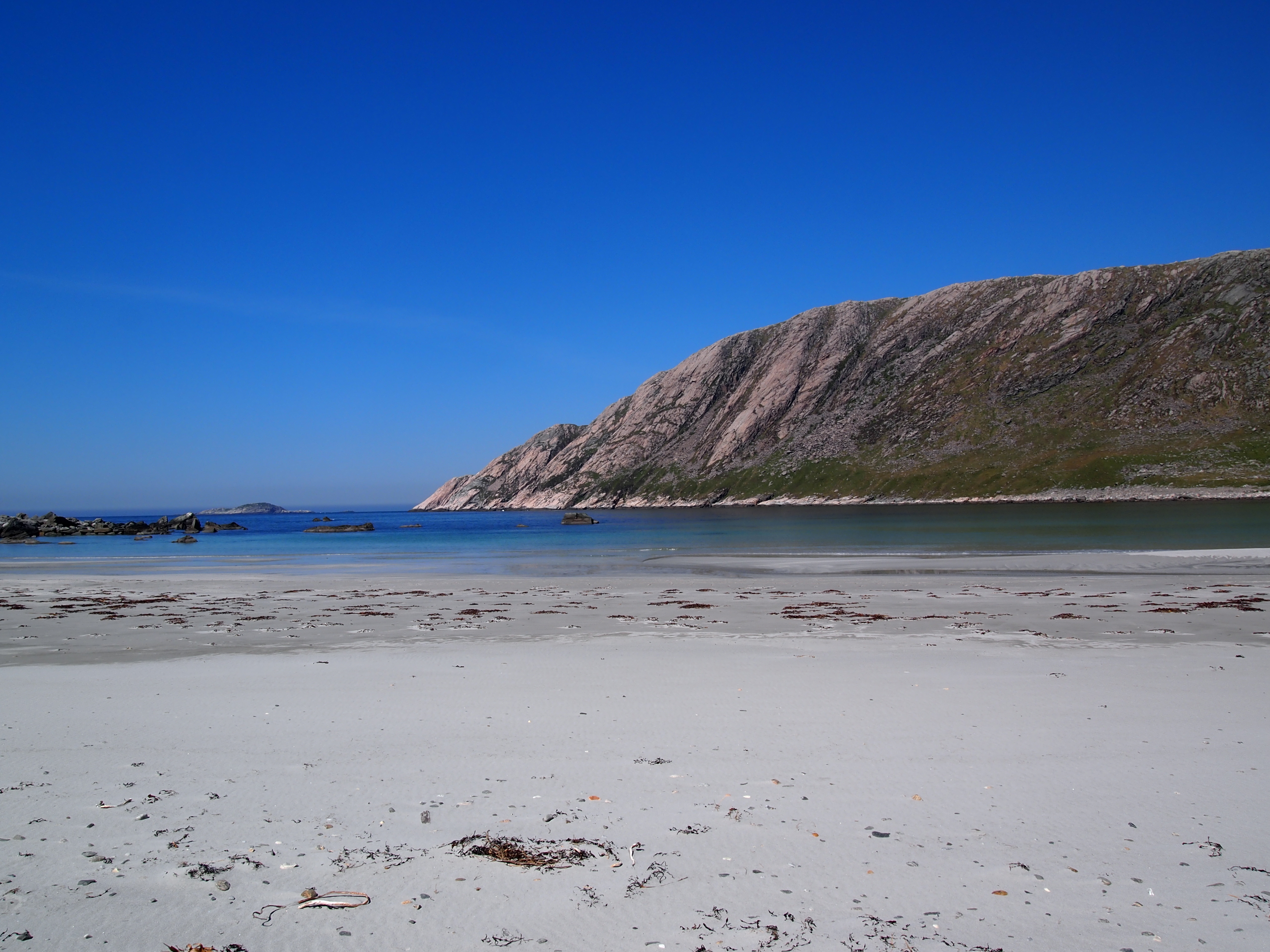
La platja de Vetvika.

L'església de Rugsund va ser construïda a principis de la dècada del 1930. És una església molt interessant i és rica en decoració amb pintures murals, vidres amb mosaics i talles. L'església va ser dissenyada per Hans F. Ditlev Linstow. Sovint es diu que és l'església més bonica de Nordfjord.

### Platges
Grotlesanden és una de les platges de sorra més grans del Bremanger exterior. En aquesta platja hi ha sorra suau i sedosa.
Vetvika és un assentament abandonat situat a la part nord-occidental de l'illa de Bremangerlandet. Aquest poble només és accessible per vaixell o a peu. Vetvika té una bonica platja de sorra i un antic cementiri. Va ser abandonat el 1950, però les cases segueixen estant ben cuidades com a cases de vacances. La granja més gran de Bremanger als primers temps era la granja de Solheim a Vetvika. La finca està situada al costat nord de Vetvika.